# Phytomyza rubicola
Phytomyza rubicola är en tvåvingeart som beskrevs av Mitsuhiro Sasakawa 1998. Phytomyza rubicola ingår i släktet Phytomyza och familjen minerarflugor. Inga underarter finns listade i Catalogue of Life.